# Уральская школа византиноведения
Уральская школа византиноведения — научная школа, основанная в 1960 г. д.и.н., профессором М. Я. Сюзюмовым на базе кафедры Всеобщей истории (позднее кафедры истории Древнего мира и Средних веков) Исторического факультета Уральского государственного университета им. А. М. Горького (ныне УрФУ) в Свердловске (ныне Екатеринбург).

## История
Уральская школа византиноведения формально ведет свою историю с 1960 г., когда кафедра истории Древнего мира и Средних веков Уральского государственного университета выпустила в свет первый том сборника научных трудов «Античная древность и средние века» (сокр. — АДСВ), который по сей день издается усилиями сотрудников кафедры истории Древнего мира и Средних веков УрФУ.
Однако идея о создании научного центра оформляется у М. Я. Сюзюмова ещё в годы Великой Отечественной войны. Его единомышленниками стали профессор А. И. Виноградов, доцент Е. Г. Суров и сотрудник Херсонесского музея С. Ф. Стржелецкий, который привез в Свердловск эвакуированный из Крыма архив музея. Эвакуация в Свердловск архива Херсонесского музея, Эрмитажа и части кафедр Московского университета стала основой для формирования исследовательской площадки, появилась научная среда.
В 1943 г. М. Я. Сюзюмов защитил кандидатскую диссертацию по проблемам истории иконоборчества в Византии, после чего стал разрабатывать проблему византийского города.
В 1954 г. М. Я. Сюзюмов защитил в Институте истории АН СССР докторскую диссертацию, посвященную византийскому городу-эмпорию в период генезиса феодализма. Согласно его точке зрения, византийские города IV-VI вв. по характеру собственности на средства производства и организационным формам имели прямую преемственность с позднеримским обществом. Он категорически отрицал тезис о том, что византийский город возник в результате отделения ремесла от сельского хозяйства, а именно этот тезис был определяющим в советской медиевистике.
Лейтмотивом научных изысканий М. Я. Сюзюмова в дальнейшем стала идея континуитета — непрерывности исторического развития, присущая Византии, прямой наследнице античных традиций при переходе к Средневековью. Данная концепция стала определяющей в исследованиях уральских византинистов.
С целью доказательства преемственности византийского города с античным в 1958 г. под руководством Е. Г. Сурова была создана Крымская экспедиция Уральского государственного университета, которая на протяжении почти полувека вела археологические раскопки в Херсонесе (г. Севастополь). С 1969 г. экспедиционные работы возглавляла А. И. Романчук. Всего за плечами Крымской археологической экспедиции Уральского университета 44 полевых сезона. Сотрудничество с Национальным заповедником «Херсонес Таврический» внесло огромный вклад в формирование и развитие Уральской школы византиноведения.
В 1960 г. вышел первый выпуск сборника «Античная древность и средние века», посвященный исторической преемственности в развитии средневековых институтов на основе античности. Такого рода преемственность ярче всего отразилась в историческом пути, пройденном Византией, поэтому среди публикаций сборника преобладали исследования по византийской истории. Сейчас научный сборник «Античная древность и средние века» является известным и авторитетным изданием в гуманитарных научных кругах как в России, так и за рубежом. В свет вышли уже 46 выпусков АДСВ.
М. Я. Сюзюмов — автор более 200 научных работ, включая главы в коллективном труде «История Византии» (М., 1967, в 3-х т.) и публикации переводов византийских источников.
После ухода из жизни М. Я. Сюзюмова во главе Школы стала его ученица Маргарита Адольфовна Поляковская, на протяжении четверти века возглавлявшая кафедру истории Древнего мира и Средних веков. Благодаря её усилиям кафедра сохранила и укрепила репутацию крупного научного центра по изучению византийской цивилизации. Много усилий М. А. Поляковская приложила также для сохранения памяти об учителе.
Начиная с 1983 г. кафедра истории Древнего мира и Средних веков провела 14 научных Сюзюмовских чтений, посвященных памяти основателя Школы. Участие в чтениях принимали как отечественные, так и зарубежные византининоведы. Последние, XIV научные Сюзюмовские чтения, прошли в 2018 г. в Екатеринбурге.
Новый импульс развитию уральского византиноведения придал переезд в Екатеринбург в 1995 г. известного немецкого ученого, сотрудника Венского центра византинистики Х.-Ф. Байера, избранного в 1997 г. Почетным доктором УрГУ. Его усилиями при историческом факультете создан уникальный для университетов страны Кабинет византинистики (ныне кабинет «Античная древность и средние века»).

## Представители Школы
Сейчас на кафедре истории Древнего мира и Средних веков УрФУ работают как ученики профессора М. Я. Сюзюмова, так и ученики его учеников. Более того, в византиноведении начинают о себе заявлять представители уже четвёртого поколения, сформировавшегося в лоне «сюзюмовской школы». Всех их объединяет один объект изучения — история Византийской империи.
После смерти М. Я. Сюзюмова Уральской школой византиноведения руководила его ученица д.и.н., профессор М. А. Поляковская (1933—2020), которая исследовала широкий круг вопросов, касающихся поздневизантийского времени: монастырское землевладение, византийские интеллектуалы XIV века, поздневизантийский дворцовый церемониал, повседневная жизнь византийцев.
В настоящее время лидером Уральской школы византиноведения является ученица М. А. Поляковской д.и.н. Т. В. Кущ, заведующая кафедрой истории Древнего мира и Средних веков УрФУ, изучающая различные аспекты интеллектуальной жизни поздней Византии.
Д.и.н. А. И. Романчук, в течение 30 лет возглавлявшая Крымскую археологическую экспедицию, изучает историю Херсонеса, его археологические памятники, историю изучения Херсонеса в XIX—XX веках.
В сферу научных интересов д.и.н. В. П. Степаненко входят исследования взаимоотношений Византии и стран Ближнего Востока в XI—XII веках, средневизантийская просопография и сфрагистика.
Д.и.н. А. С. Мохов посвящает свои исследования византийской армии VII—XII веков.
К.и.н. А. С. Козлов специализируется на изучении позднеантичной и ранневизантийской историографии.
К.и.н. Н. Г. Пашкин занимается политико-дипломатическими отношениями поздней Византии с государствами латинского Запада.
В центре исследований к.и.н. И. С. Охлупиной — византийская житийная литература.
К.и.н. Э. И. Чудиновских посвятила жизнь истории средневековых Балкан.
Кроме того, за пределами Уральского федерального университета работают исследователи, которые также причисляют себя к Уральской школе византиноведения: академик РАН, д.и.н. И. П. Медведев (1935—2024), д.и.н. В. А. Сметанин, д.и.н. В. В. Кучма (1938—2011), д.фил.н. Д. И. Макаров, к.и.н., к.ю.н. С. Я. Гаген, к.и.н. Н. Д. Барабанов, к.и.н. С. Н. Малахов, к.и.н. К. И. Лобовикова.
Несмотря на концептуальное единство, уральских византиноведов всегда отличало разнообразие хронологических и тематических предпочтений, что позволяло (и позволяет) охватить исследовательским взглядом самые разные стороны жизни homo byzantinus и византийской цивилизации в целом: государственность, социальные структуры, социально-экономические процессы, военное дело, придворная культура, интеллектуальная жизнь, религиозность и пр..

## Научные результаты
Опубликованы комментированные переводы греческих источников:
- Византийская Книга Эпарха / Пер. М. Я. Сюзюмова // Эклога. Византийский законодательный свод VIII века. Византийская Книга Эпарха. Рязань, 2006;
- Лев Диакон. История / Пер. М. М. Копыленко, статья М. Я. Сюзюмова, комм. М. Я. Сюзюмова и С. А. Иванова. М., 1988;
- Алексей Макремволит. Разговор богатых и бедных. Что сказали бы бедные богатым и что богатые ответили бы им / Перевод и комментарии М. А. Поляковской // ВВ. М., 1972. Т. 33. С. 278—285.[7]

Осуществлены археологические исследования византийских памятников Таврики и опубликованы научные результаты 40-летней работы Крымской археологической экспедиции:
- Романчук А. И. Очерки истории и археологии византийского Херсона. Екатеринбург, 2000;
- Романчук А. И. Глазурованная посуда поздневизантийского Херсонеса. Екатеринбург, 2003;
- Romanchuk A. I. Studien zur Geschichte und Archaeologie des byzantinischen Cherson. Leiden; Boston, 2005;
- Романчук А. И. Исследования Херсонеса-Херсона: Раскопки. Гипотезы. Проблемы. Византийский город. Екатеринбург, 2007;
- Суров Е. Г. Херсонес Таврический: Лекции по специальному курсу и материалы к семинару для заочного отделения. Свердловск, 1961.

Проведены исследования по истории интеллектуальной жизни поздней Византии:
- Поляковская М. А. Портреты византийских интеллектуалов: Три очерка. СПб., 1998;
- Поляковская М. А. Византия, византийцы, византинисты. Екатеринбург, 2003;[8]
- Поляковская М. А. Portreti vizantijskih intelektualaca: tri studije. Beograd, 2013 (на сербском яз.);
- Кущ Т. В. На закате империи: интеллектуальная среда поздней Византии. Екатеринбург, 2013.[9]

Исследованы проблемы византийского церемониала и придворной культуры:
- Поляковская М. А. Византийский дворцовый церемониал XIV в.: «театр власти». Екатеринбург, 2011.

Изучены некоторые аспекты истории международных отношений в Средневековье:
- Степаненко В. П. Византия в международных отношениях на Ближнем Востоке (1071—1176). Свердловск, 1988;[10]
- Пашкин Н. Г. Византия в европейской политике первой половины XV в.: 1402—1438. Екатеринбург, 2007.[11]

Исследована организационная структура вооружённых сил Византии:
- Мохов А. С. Византийская армия в середине VIII — середине IX в.: развитие военно-административных структур. Екатеринбург, 2013.[12]

Рассмотрены структуры повседневной жизни в Византии:
- Поляковская М. А. Византия: быт и нравы. Свердловск, 1989;
- Poljakovska M. A., Chekalova A. A. Zivot i obicaji u vizantijskom drustvu. prev. sa rus. Vera Janicijevic. Beograd, 2003 (на сербском яз.);
- Poljakovskaja M. A., Chekalova A. А. Bizantija. Vilnius, 2003 (на литовском яз.).

Опубликованные труды М. Я. Сюзюмова:
- Византийское государство и византийская культура в X-XI веках // подготовка текста, вступительная статья, комментарий А. С. Мохов, К. Р. Капсалыкова. Екатеринбург: ИЦ "Никея", 2018. 122 с. ISBN 978-5-9902746-2-4
- Сюзюмов М. Я. Византийские этюды / Под ред. М. А. Поляковской, А. И. Романчук, Д. И. Макарова. Екатеринбург: Изд-во Урал. ун-та, 2002. 396 с.

За последние годы научные проекты, предложенные уральскими византиноведами, получали поддержку различных фондов и грантодающих организаций. В 2009 году в УрГУ усилиями членов школы был создан научно-образовательный центр (НОЦ) «Византиноведение», который выиграл престижный грант Министерства науки и образования РФ в рамках федеральной целевой программы «Научные и научно-педагогические кадры инновационной России» и успешно реализовал проект «Византийская империя в периоды расцвета и упадка: политическое и социокультурное измерение» (2010—2012 гг.). Представители школы получали также гранты Минобрнауки РФ, РГНФ, РФФИ, Благотворительного фонда Михаила Прохорова для проведения исследовательских работ.
Уральские византинисты регулярно принимают участие в крупнейших научных форумах по византинистике, проходящих за рубежом и в России. Уральские византиноведы были участниками международных конгрессов византийских исследований, Всесоюзных и Всероссийских сессий византинистов, различных научных конференций международного и всероссийского уровня. Представители Уральской школы византиноведения поддерживают тесные научные связи с коллегами из Германии, Франции, Австрии, Сербии, Болгарии, Греции.
По инициативе студентов и аспирантов, специализирующихся по проблемам византийской и средневековой истории, под руководством заведующей кафедрой д.и.н. Т. В. Кущ с 2009 г. ведет работу научный студенческий семинар, носящий ныне название «Aeterna Historia».
Благодаря М. Я. Сюзюмову и созданной им научной школе на сегодняшний день Екатеринбург признан одним из ведущих центров византиноведения в России. 